# Marcassita (bijuteria)

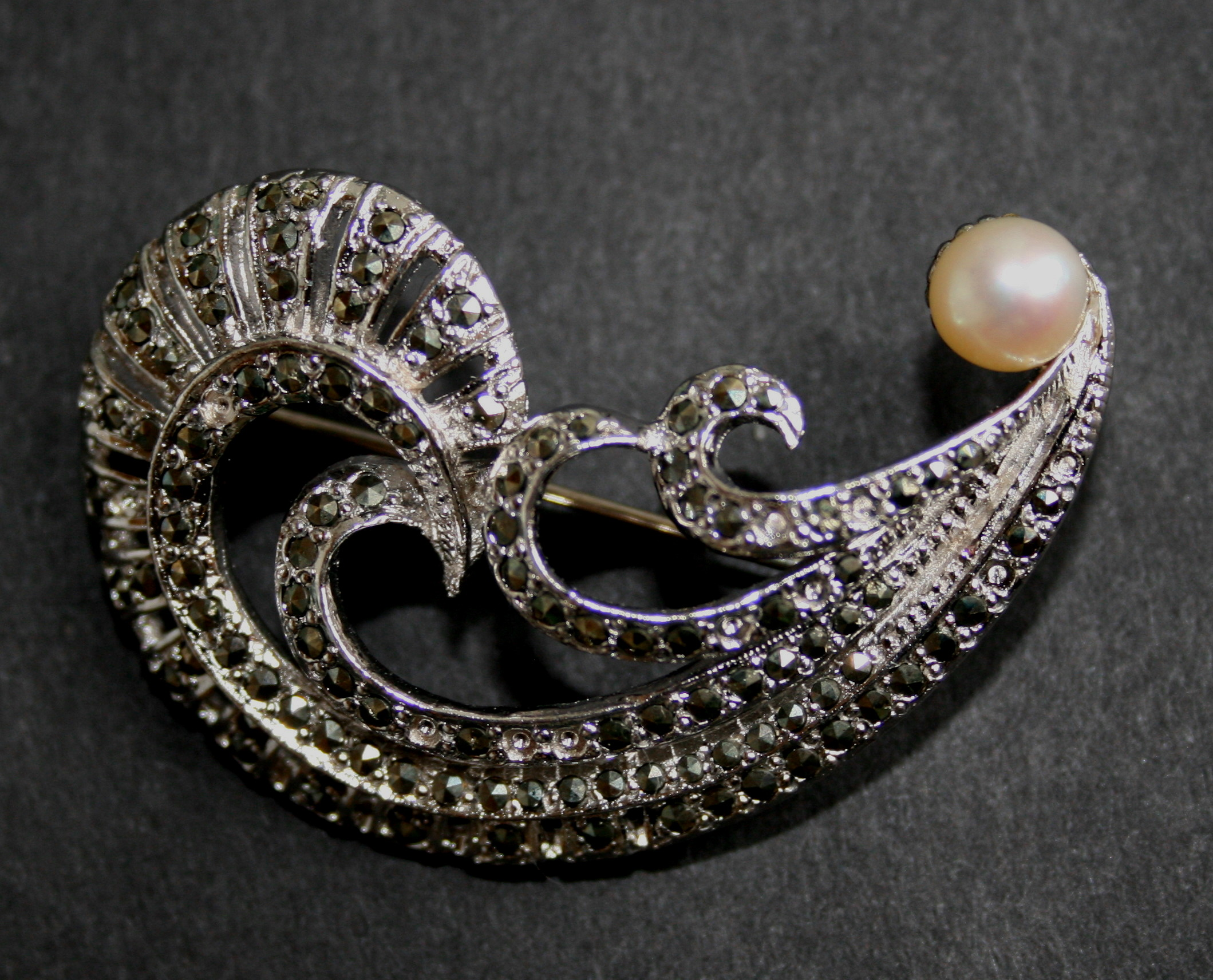
Broche de marcassita, feito em pirita e prata.

Marcassita é o nome que se dá a um tipo de bijuteria feita com pirita (conhecida como "ouro de tolo") e, ao contrário do que o nome sugere, não é feita com o mineral marcassita.
A pirita é bastante similar à marcassita, contudo é mais estável e menos quebradiça; joias em pirita são feitas desde os tempos da Grécia Antiga.
Esse tipo de joia foi particularmente popular durante o século XIX, no período conhecido por Era Vitoriana, graças aos designers de joias ligados ao movimento estético Art Noveau.
É frequentemente feita em liga de pequenos pedaços de pirita com prata.